# Bryobia borealis
Bryobia borealis är en spindeldjursart som beskrevs av Oudemans 1930. Bryobia borealis ingår i släktet Bryobia och familjen Tetranychidae. Arten är reproducerande i Sverige. Inga underarter finns listade.